# Uda Mikumari-jinja

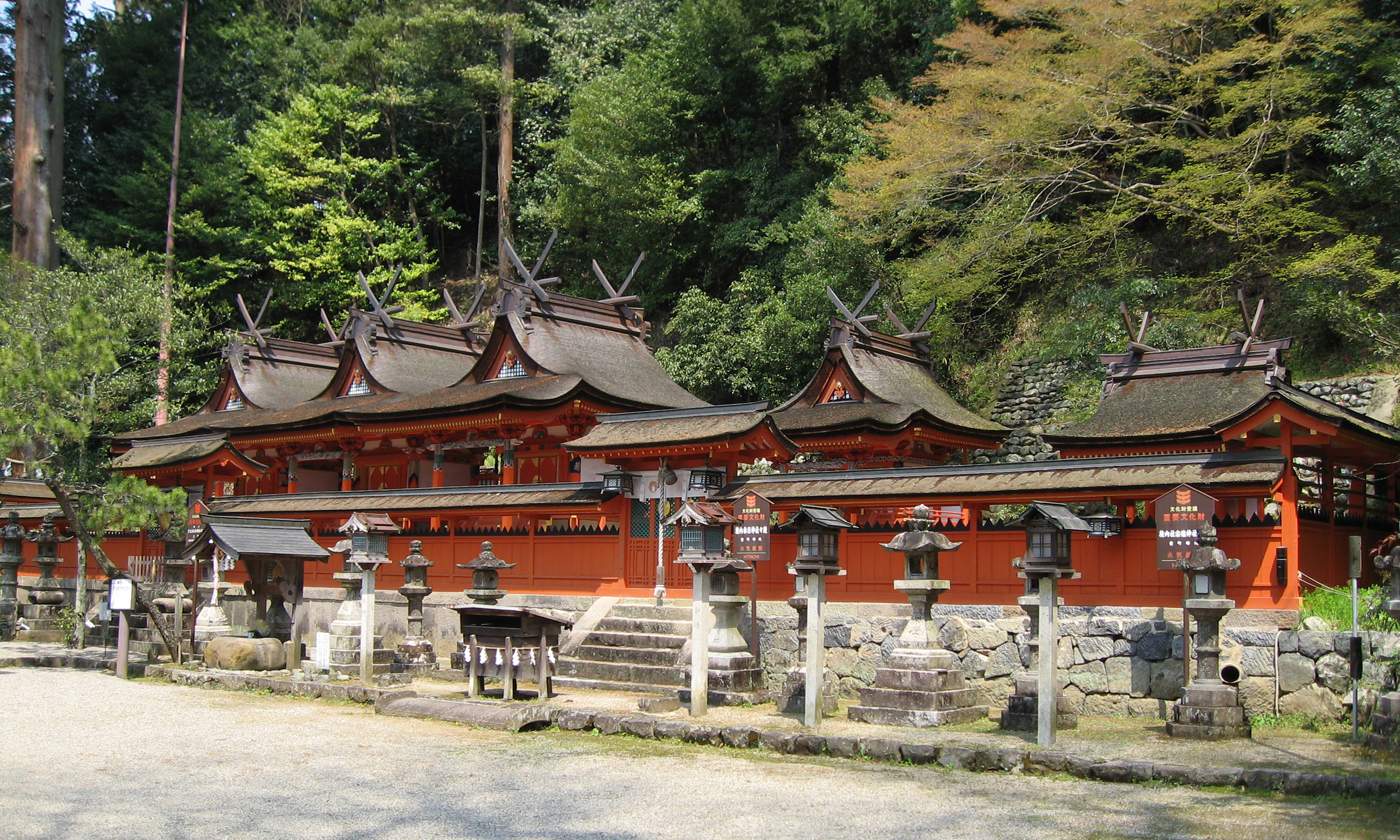
Le honden, composé de trois bâtiments conjoints de style Kasuga-zukuri.

L'Uda Mikumari-jinja (宇太水分神社) est un sanctuaire shinto situé dans la ville de Uda, préfecture de Nara, au Japon.
Ce sanctuaire est dédié à Mikumari, divinité féminine shinto associée à l'eau. Son honden, construit vers la fin de l'époque de Kamakura, est classé trésor national du Japon.